# Most Girls
Most Girls – wydany w październiku 2000 roku, drugi singel promujący debiutancki album amerykańskiej wokalistki pop-rockowej Pink pt. Can’t Take Me Home. Utwór, podobnie jak płyta, z której pochodzi, wbrew późniejszym dokonaniom artystki, utrzymany jest w stylistyce muzyki R&B.
„Most Girls” uplasował się na pozycji czwartej amerykańskiego notowania Billboard Hot 100, a także znalazł się na szczycie australijskiego zestawienia Australian ARIA Singles Chart. W Australii i Stanach Zjednoczonych przyznano mu certyfikat platynowego singla.